# Gabriele Pauli

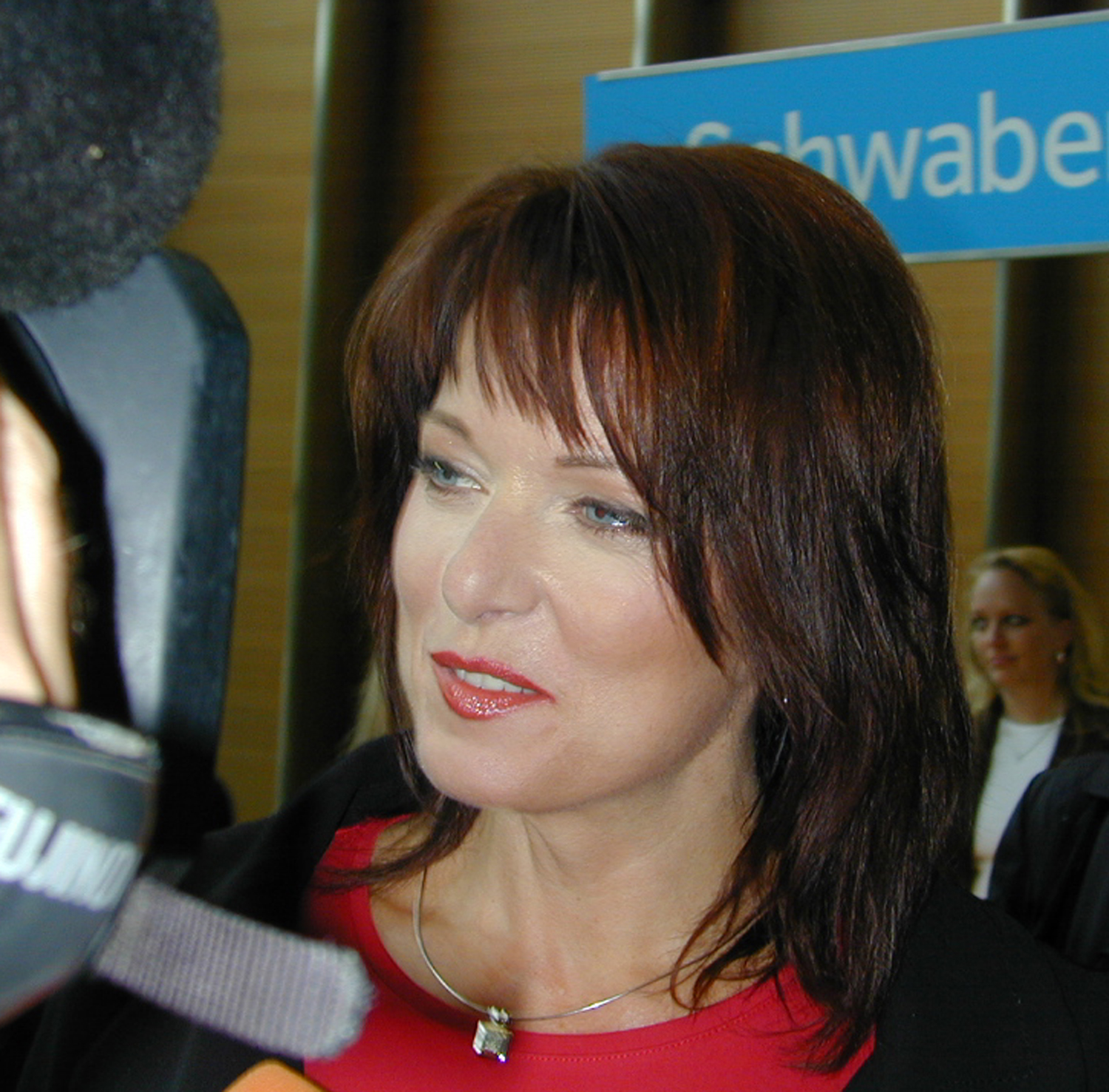
Gabriele Pauli (2007)

Gabriele Pauli (ur. 26 czerwca 1957) – niemiecka polityk, starościna powiatu Fürth, w 2007 kandydatka na przewodniczącą CSU.
W 2007 podczas wyborów przewodniczącego CSU zdobyła 2,5% głosów delegatów co obserwatorzy uznali za niezły wynik.

## Program Gabriele Pauli
Pauli proponuje w swoim programie małżeństwo na siedmioletni okres próbny, uważa, że CSU wymaga modernizacji i odnowy, chce podjęcia debaty na kontrowersyjne tematy.

## Kontrowersje
Propozycja anulowania małżeństw po siedmiu latach spotkała się z krytyką w konserwatywnej CSU.
Pauli znana jest z pozowania do roznegliżowanych zdjęć. W miesięczniku „Park Avenue” ubrana w kuse spódniczki, czarne rękawice i świecące buty na wysokim obcasie występuje w roli dominy.
Tygodnik „Bunte” we wrześniu 2007 przed wyborami szefa CSU opublikował na okładce zdjęcie Pauli owiniętej jedynie w bawarską flagę.